# Настолни игри
Настолните игри са вид игри, чиито пулове или парчета, наричани още компоненти, се поставят или движат по повърхността на дъска, като се спазват съответните правила на играта. Разиграването може да включва употребата на различни видове компоненти като карти, табла за подреждане на пулове, зарове или миниатюри.